# Un steak trop cuit
Un steak trop cuit (parfois orthographié Un steack trop cuit) est un court métrage français réalisé par Luc Moullet et sorti en 1960.
Il s'agit du premier film du réalisateur.

## Synopsis
Une jeune femme fait à manger pour son frère.

## Fiche technique
- Titre : Un steak trop cuit
- Réalisation : Luc Moullet
- Scénario : Luc Moullet
- Photographie : André Mrugalski
- Montage : Agnès Guillemot
- Musique : Frédéric G. Ploumereux
- Producteur : Georges de Beauregard
- Format : Noir et blanc
- Durée : 19 minutes
- Date de sortie : 1960

## Distribution
- Jacqueline Finnaert
- Albert Juross
- Luc Moullet
- Raymond N. Quinneseul
- Françoise Vatel
- Patrice Moullet